# Байда Людмила Анатоліївна
Байда Людмила Анатоліївна (10 грудня 1960, Київ) — українська диригентка, хормейстерка. Заслужена діячка мистецтв України (1999).

## Біографія
Закінчила Київське музичне училище (1980, дир.-хор. відділ, кл. В. Шалькевича) та Київську консерваторію (1985, дир.-хор. факультет, клас Г. Ткаченко).
Керівниця жіночого студентського хору «Павана» інституту мистецтв Національного педагогічного університету ім. М. Драгоманова (з 1985), доцент (з 1993). У репертуарі — українська старовинна і сучасна духовна музика, обрядові народні пісні, музика зарубіжних авторів. Часто звертається до творів сучасних українських композиторів. За участі Людмили Байди вперше прозвучали: кантата «Сім сльозин» та хоровий цикл «Співаночки» Володимира Зубицького, хоровий цикл Ігоря Щербакова на вірші Ліни Костенко, «Купальська» Є. Станковича, Літургія Лесі Дичко, деякі хори з опери «Ятранські ігри» І. Шамо, «Павана» В. Степурка. З хором брала участь у Міжнародному хоровому фестивалі «Академічна Банска-Бистриця» (1989, Словаччина), виступала у кількох фестивалях «Музичні прем'єри сезону», «Київ Музик Фест», «Золотоверхий Київ». 1997 хор «Павана» під орудою Л. Байди отримав Гран-прі III Всеукраїнського хорового конкурсу ім. М. Леонтовича. Має фонд, записи на радіо, телебаченні, CD.
Одружена з Миколою Гобдичем.